# David Mair
David Mair né le 21 août 1984 à Vipiteno est un lugeur italien actif depuis 1999. Il fait partie des carabinieri.
Mair a participé à une édition des Jeux olympiques d'hiver, en 2010 à Vancouver où il a fini dix-septième en luge simple. Il a réalisé sa première performance significative en 2013, lorsqu'il a pris la troisième place de l'étape de Coupe du monde à Lake Placid.

## Palmarès

### Jeux olympiques d'hiver
- Jeux olympiques d'hiver de 2010 : 17e du simple

### Championnats du monde
- Meilleur résultat : 8e en 2013

### Coupe du monde
- Participant depuis la saison 2003-2004
- Meilleur classement général :  8e en 2013
- 1 podium individuel : 1 troisième place